# Robert Thorburn
Robert Macfie Thorburn (i riksdagen kallad Thorburn i Uddevalla), född 27 april 1828 i Bäve församling, Göteborgs och Bohus län, död 22 augusti 1896 i Uddevalla församling, Göteborgs och Bohus län, var en svensk grosshandlare och politiker. Han var son till grosshandlaren William Thorburn och far till arkitekten, tecknaren och kommunpolitikern Eugen Thorburn.
Thorburn var ledamot av riksdagens andra kammare 1878 samt 1885, invald i Uddevalla, Strömstads, Marstrands och Kungälvs valkrets i Göteborgs och Bohus län.